# Dognecea
Dognecea is een Roemeense gemeente in het district Caraș-Severin.
Dognecea telt 2013 inwoners.